# Orquestra Filarmônica de Chimei
A Orquestra Filarmônica de Chimei é uma orquestra de Taiwan, formada em 2003 pelo Grupo Chi Mei. O diretor de 2003 até 2007 foi Naoki Tokuoka, e o diretor musical atual é Lu Ching-ming.